# Londense Canontafels

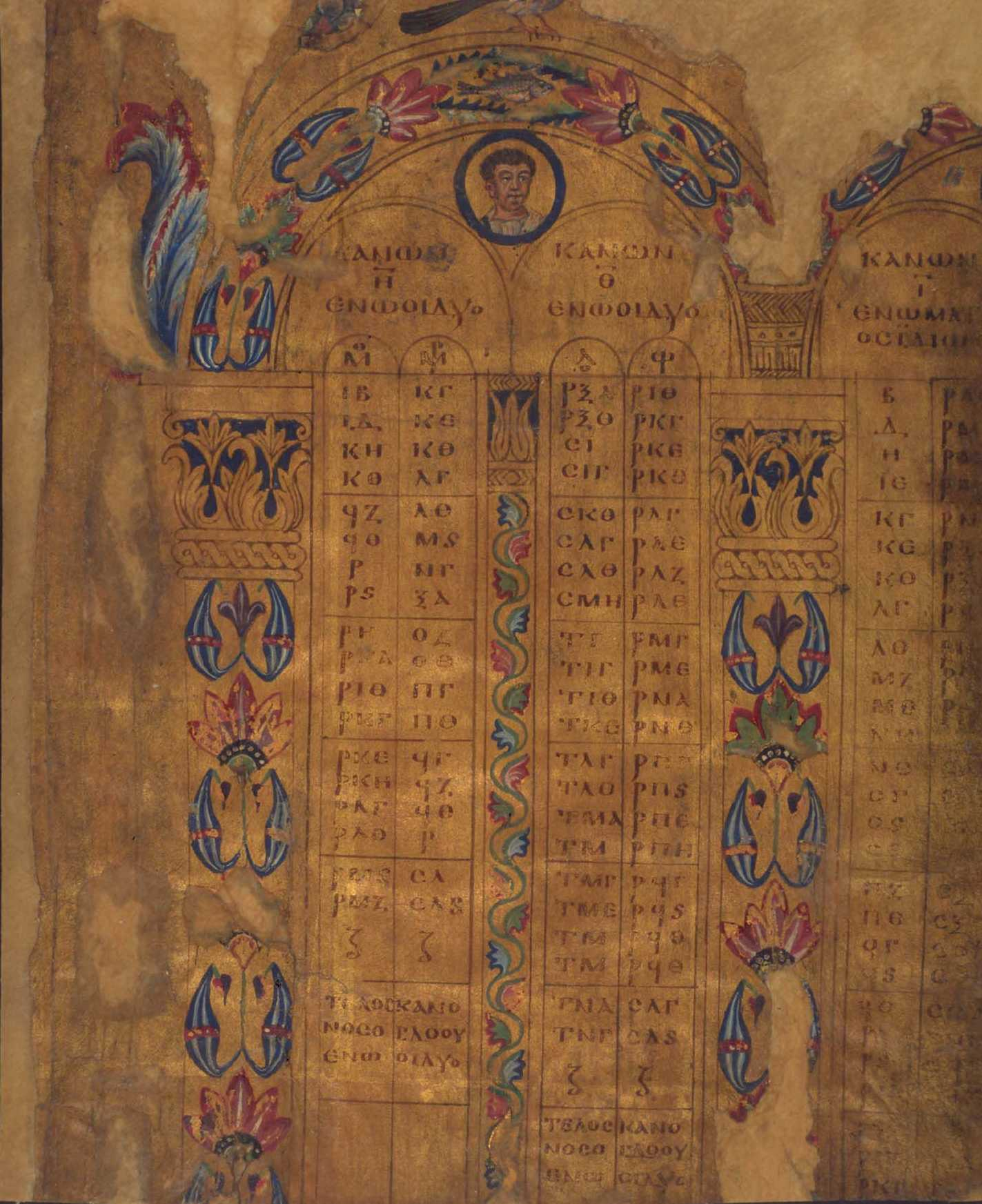
Een pagina van de Londense Canontafels

De Londense Canontafels (British Library Add. MS 5111 en 5112) vormen een fragment van een Byzantijns geïllustreerd evangelieboek van perkament, dat dateert uit de zesde of zevende eeuw. Mogelijk werd het in Constantinopel gemaakt. Het fragment bestaat uit twee pagina's met twee geïllustreerde canontafels, met een ongebruikelijke structuur. Een canontafel biedt een concordantie van parallelle passages in de vier evangelies. De Brief van Eusebius van Caesarea is namelijk onder de arcade geplaatst in plaats van voorafgaand aan de canontafels, wat gebruikelijker was. Het fragment wordt bij elkaar gehouden door een evangelieboek uit de 12e eeuw, waarvan wordt gedacht dat het eigendom was van een van de kloosters op Athos.
De pagina's zijn 220 bij 150 mm groot. Oorspronkelijk waren deze groter, maar ze werden bijgesneden toen zij in het 12e-eeuwse evangelieboek werden gebonden. De twee pagina's zijn gekleurd met goud, een attribuut dat zeldzamer was dan de paars-gekleurde pagina's zoals die in de Vienna Genesis.

## Verder lezen
- (en)  The Christian Orient. London: The British Library, 1978, no. 2.
- (fr)  Splendeur de Byzance. Europalia 82 Hellas-Grèce. Brussels: Musées Royaux d'Art et d'Histoire, 1982, no.M3.
- (en)  Buckton, D., ed. Byzantium. Treasures of Byzantine Art and Culture from British Collections London: British Museum, 1994, no. 68.
- (it)  Cavallo, G. Ricerche sulla maiuscola biblica. 1967, plate 85 (illus.)
- (de)  Nordenfalk, C. Die spätantiken Kanontafeln. Göteborg, 1938, pp. 127 ff.